# هرمان انده
 هرمان انده (انگلیسی: Hermann Ende؛ ۴ مارس ۱۸۲۹ – ۱۰ اوت ۱۹۰۷) یک معمار اهل آلمان بود.